# Stalaktithvælving
En stalaktithvælving (andre betegnelser er muqarnas, og mocárabe) er en type hvælving der er udformet så den minder om stalaktitter, drypsten. Den forekommer især i arabisk-islamisk bygningskunst.
Dekorationen er ofte udført i træ eller stuk, og stalaktithvælvingen har sit navn af, at hvælvets underside opløses i mange små celleagtige nicher, en dekorativ mangedobling af byzantinske og persiske kuppelkonstruktioners bærende tromper.
Helhedsvirkningen kan minde om cellerne i en bikube eller loftet i en stalaktitgrotte.
Stalaktithvælvingen begyndte at komme i brug i 1100-tallet.

## Galleri
| - Stalaktithvælvinger - Gran Mezquita de Isfahán, Iran - Gran Mezquita de Isfahán - Fredagsmoskeen i Isfahan, Jama Masjid Isfahan Aarash |